# مینامی‌ایزو
می‌نامی‌ایزو (به لاتین: Minamiizu) یک منطقهٔ مسکونی در ژاپن است که در Kamo District واقع شده‌است. می‌نامی‌ایزو ۱۱۰٫۵۸ کیلومترمربع مساحت و ۸٬۸۴۹ نفر جمعیت دارد.